# Ги I де Макон

Бургундские графства в X веке

Ги I (фр. Guy Ier de Mâcon; ок. 982 — 1004) — граф Макона с 1002 года из Иврейской династии.
Сын и наследник графа Бургундии Отто Гильома (ок. 958 — 1026) и Эрментруды де Руси (ок. 950 — 1002).
С 997 года упоминается с титулом графа.
В 1002 году после смерти матери, которая была наследницей Макона как вдова Обри II, получил во владение это графство.
Умер в 1004 году. В результате его младший брат Рено I стал наследником Бургундии, а сын — Эд II — довольствовался графством Макон.
Имя жены не установлено. Возможно, она была дочерью графа Шалона Ламберта.